# Ieixivà de Novardok
La Ieixivà de Novardok era un conjunt d'escoles talmúdiques, el propòsit de les quals era difondre el pensament del Rabí Yosef Yozel Horowitz. El terme Novardok també s'utilitza per referir-se al mètode educatiu desenvolupat dins d'aquesta ieixivà, o en un sentit més general per identificar els corrents de pensament jueus asquenazites, més influenciades pel Moviment del Musar, per diferenciar-les del corrent de pensament de la Ieixivà de Slabodka, d'origen lituà.

## Història

### De 1748 a 1896: L'ascens del judaisme lituà
El judaisme lituà es va desenvolupar sota la influència del Gaó de Vílnius, a mitjan segle xviii. Té una visió acadèmica del judaisme: ja que tot jueu ha de dedicar-se enterament a l'estudi del Talmud. No obstant això, aquesta visió estava fora de lloc amb la majoria de la població jueva a Europa de l'Est. La majoria d'ells eren ignorants, amb prou feines estaven alfabetitzats, i eren molt supersticiosos. Això va portar a l'aparició del hassidisme, i a enfrontaments molt virulents entre els Hasidim i els Mitnagdim. Quan el Gaó de Vílnius va morir, els seus nombrosos estudiants van transmetre la seva filosofia a la nova generació, mentre que la majoria dels seus deixebles van ensenyar una visió respectuosa de l'estudi talmúdic, en fundar la Ieixivà de Slabodka, la Ieixivà Mir, o la Ieixivà de Telshe, altres deixebles, més influenciats pel Moviment del Musar del Rabí Israel de Salant, van ensenyar un altre enfocament, basat en la modèstia, en la humilitat, i en el rebuig del materialisme. Aquesta filosofia rabínica, va fer de l'ètica un requisit indispensable per a l'estudi talmúdic, i va ser portada a la pràctica pel Rabí Yosef Yozel Horowitz, el qual va començar a predicar l'ascetisme a Novardok, al voltant de 1880. Aquesta visió estava en contradicció amb la resta del judaisme lituà. El moviment del Musar va ser considerat durant un temps, com una tercera via, diferent i a mig camí entre els jueus Mitnagdim i els Hasidim.

### De 1896 a 1945: Creació de la ieixivà
En el judaisme ortodox europeu, les diverses disputes estaven començant a esvair-se, a mesura que els líders religiosos havien d'unir-se per enfrontar-se a noves amenaces: la haskalà, el socialisme, i una de les seves conseqüències, l'assimilació. Així, malgrat les seves diferències ideològiques, les diverses variants de les escoles de pensament lituanes co-existien pacíficament, i fins i tot acaben per reconciliar-se amb els jueus hassídics. Va ser en aquest context quan el Rabí Horowitz va fundar la seva pròpia Ieixivà a Novardok en 1896, i va enviar a emissaris per tot el Món asquenazita, per atreure als estudiants. No obstant això, encara que va ser un èxit, el model basat en la Ieixivà de Slabodka, va ser percebut com més prestigiós, i va atreure a molts més estudiants que les ieixives de Novardok. No obstant això, al voltant de 40 ieixives van ser creades en tot l'Imperi Rus. Però durant la Revolució Bolxevic, totes aquestes petites ieixives disperses per tota Rússia es van veure obligades a tancar, sota la pressió dels comunistes. El Rabí Horowitz va comprendre aleshores que el futur de la ieixivà s'estava decidint fora de les fronteres de la Unió Soviètica. El rabí va traslladar la principal ieixivà a Polònia, a la ciutat de Bialystok, on va esdevenir l'acadèmia talmúdica més important de la ciutat. La Ieixivà de Gateshead situada en el nord d'Anglaterra, va ser fundada com una branca de Novardok. En 1930, el Rabí Ben Tzion Bruk, va obrir una sucursal de la Ieixivà Novardok a la ciutat santa de Jerusalem. El model de la Ieixivà Novardok, va ocupar llavors una posició dominant durant una dècada. Desafortunadament, aquesta situació no va durar: durant la Segona Guerra Mundial, gairebé tots els estudiants de les ieixives de Novardok, van morir en els camps de concentració nacional-socialistes.

### Després de 1945: El renaixement
Després de la Segona Guerra Mundial i l'Holocaust, les ieixives de Novardok van ser delmades, i el seu mètode d'ensenyament va desaparèixer. L'actual Ieixivà de Novardok situada a Jerusalem, és una ieixivà lituana completament clàssica, similar al model de Slabodka. No obstant això, diverses ieixives van tractar de reviure l'esperit de la Ieixivà de Novardok, tornant a col·locar al Moviment del Musar al centre de l'estudi. A França, el Rabí Gershon Liebman, un antic alumne de la Ieixivà de Novardok, va fundar en 1948 les institucions Ohr Yossef, que inclouen: una escola jueva situada a París, i una ieixivà situada en la població de Bussières (Seine-et-Marne). La majoria dels seus estudiants són originaris del Nord d'Àfrica, però s'identifiquen amb el model de Novardok, i estudien al costat dels jueus asquenazites. Situada al barri de Queens, a Nova York, la Ieixivà de Far Rockaway, és també una continuació de la Ieixivà de Novardok.

## Filosofia
El Rabí Horowitz va enumerar 12 midot (atributs o comportaments morals) que ha de tenir una persona:
- Menucha: Cal mantenir la calma, la serenitat, i la confiança en Déu.
- Savlanut: Cal tenir paciència i sang freda en qualsevol circumstància.
- Séder: L'organització i l'ordre són necessaris en la vida quotidiana.
- Haritzut: La diligència i la prudència han d'exercir-se en la presa de decisions.
- Nekiut: La neteja, tant del cos com del comportament.
- Tahara: La puresa dels pensaments.
- Anava: La modèstia i la humilitat estan en el cor del Musar.
- Kimutz: La temprança i la sobrietat serveixen per evitar el consumisme.
- Zrizut: La concentració és centrar-se en les coses importants.
- Shtika: El silenci és preferible a les paraules vanes.
- Nihuta: La dolçor i la bondat en les paraules.
- Emet: La veritat és el valor suprem.

El domini d'aquests 12 principis (midot), és un requisit previ per iniciar l'estudi avançat del Talmud babilònic.